# Laura Olave
Laura Olave, (née le 23 février 1975) est une joueuse de tennis uruguayenne. 

## Palmarès

### Titre en simple dames
Aucun

### Finale en simple dames
Aucune

### Titre en double dames
Aucun

### Finale en double dames
Aucune

## Parcours en Coupe de la Fédération
| #                                                                           | Date       | Lieu       | Surface      | Gagnante(s)       | Perdante(s)  | Score     |          |
|                                                                             |            |            |              |                   |              |           |          |
| 1991 - 1er tour qualifications (groupe mondial) - Turquie - Uruguay - 0 : 3 |            |            |              |                   |              |           |          |
| 1                                                                           | 19/07/1991 | Nottingham |              | Laura Olave       | I. Aksit-oal | 7-5, 7-66 | Parcours |
|                                                                             |            |            |              |                   |              |           |          |
| 1991 - 2e tour qualifications (groupe mondial) - Pologne - Uruguay - 3 : 0  |            |            |              |                   |              |           |          |
| 2                                                                           | 21/07/1991 | Nottingham |              | Magdalena Feistel | Laura Olave  | 7-63, 6-1 | Parcours |
|                                                                             |            |            |              |                   |              |           |          |
| 1993 - 1er tour (groupe mondial) - Suède - Uruguay - 3 : 0                  |            |            |              |                   |              |           |          |
| 3                                                                           | 19/07/1993 | Francfort  | Terre (ext.) | Åsa Svensson      | Laura Olave  | 6-1, 7-5  | Parcours |